# Kopiec (Mazańcowice)
Kopiec – część wsi Mazańcowice w Polsce położona w województwie śląskim, w powiecie bielskim, w gminie Jasienica.